# 北宝来町 (今治市)
北宝来町（きたほうらいちょう）は、愛媛県今治市に存在する町名。現行行政地名は北宝来町一丁目から北宝来町四丁目であり、同町の校区は四丁目が別宮、他の丁目は全て吹揚である。郵便番号は794-0028。

## 人口と世帯
2016年（平成28年）2月の北宝来町の各丁別の日本人の世帯数と人口数は以下の通りである。
- 一丁目は世帯数が93世帯。人口が男69人、女104人、計173人。
- 二丁目は世帯数が20世帯。人口が男16人、女25人、計41人。
- 三丁目は世帯数が81世帯。人口が男63人、女74人、計137人。
- 四丁目は世帯数が14世帯。人口が男15人、女20人、計35人。

北宝来町全体での日本人の世帯数の合計は208世帯、人口数の合計は男163人、女223人、合計で386人となっている。

## 地理
北宝来町はJR今治駅の東口側に存在する町名である。同町の周辺の町名とでは西に北日吉町、南西に常盤町、南東に南宝来町や旭町、東に大門町、北に宮下町とそれぞれ接している。

## 交通

### 鉄道
- JR四国予讃線の今治駅が北宝来町一丁目に存在する。ちなみに予讃線は同町の西側と西隣の北日吉町との境に沿うような形で通っている。

### バス
- 同町の今治駅の東口側から一般路線バスでは瀬戸内運輸の今治営業所や瀬戸内海交通が、都市間高速バス路線ではいしづちライナー（瀬戸内運輸、阪神バス）やしまなみライナー（瀬戸内運輸、瀬戸内しまなみリーディング、広交観光、中国バス、鞆鉄道）、しまなみサイクルエクスプレス（おのみちバス）が、リムジンバスとしていずみ観光バスがそれぞれ発着または経由している。

### 道路
- 北宝来町の北側に愛媛県道38号今治波方港線が、南側に愛媛県道157号今治停車場線がそれぞれ通っている。

## 施設
- JR今治駅
- ホテルクラウンヒルズ今治
- 瀬戸内病院
- まつうらバンビクリニック
- きら病院
- みぶ小児科
- 高木歯科医院